# Roff
Roff – miejscowość w Stanach Zjednoczonych, w stanie Oklahoma, w hrabstwie Pontotoc.